# César Vallejo

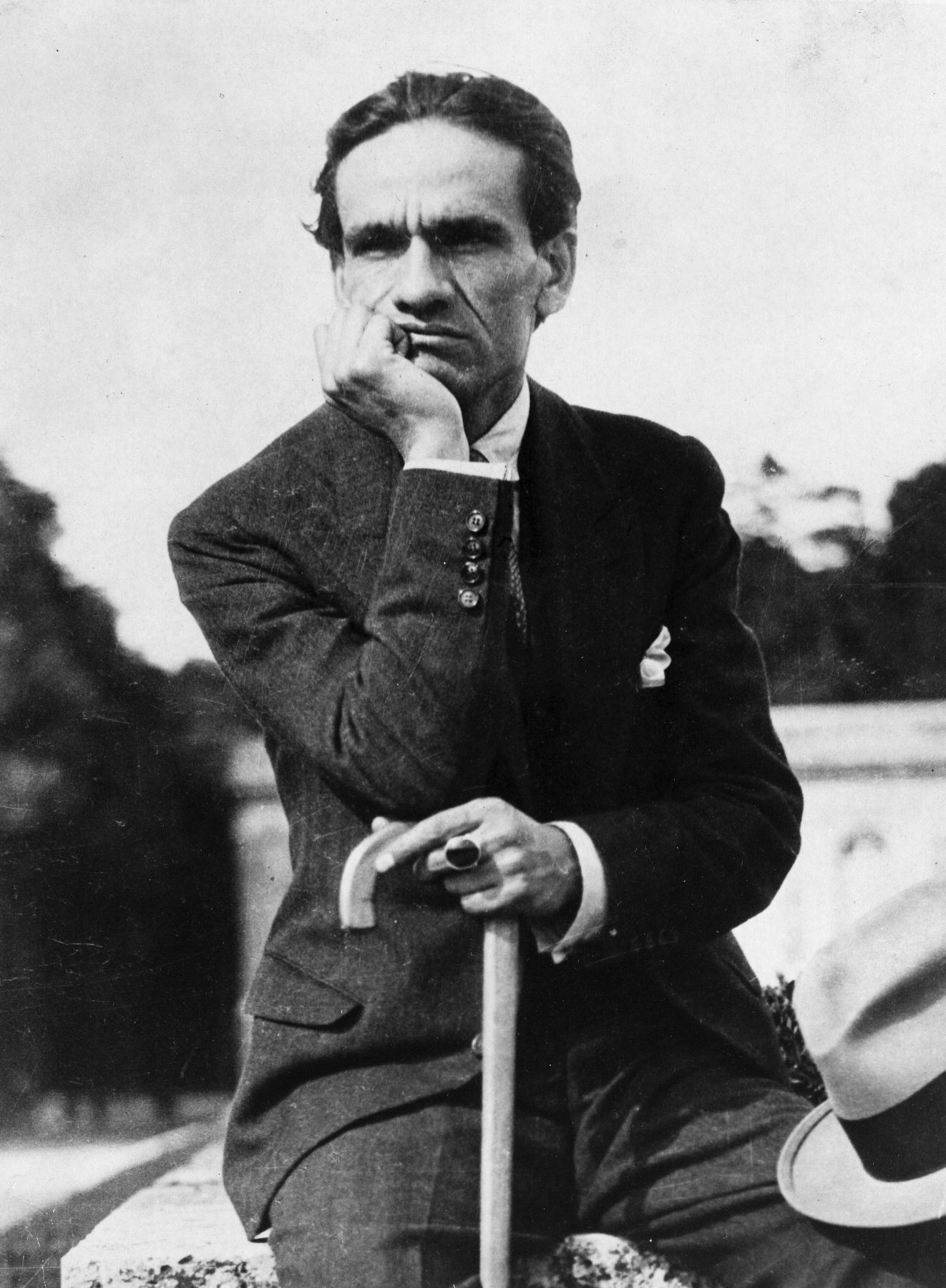
César Vallejo, 1929.

César Abraham Vallejo Mendoza, född 16 mars 1892 i Santiago de Chuco, Peru, död 15 april 1938 i Paris, Frankrike, var en peruansk författare, ansedd som en av de mest framstående latinamerikanska poeterna under 1900-talet.
Vallejo föddes i den lilla staden Santiago de Chuco i peruanska Anderna, med delvis indianskt påbrå och som det yngsta av elva barn. Hans uppfostran var strängt katolsk, något som skulle sätta spår i hans framtida diktning. Trots att familjen hade dåligt med pengar fick han studera litteratur vid universiteten i Trujillo och Lima. För att klara ekonomin arbetade han samtidigt som lärare. 1918, strax efter att han tagit sin examen, kom hans första diktsamling, Los heraldos negros (De svarta härolderna). Livets skönhet, sorg och smärta präglar dikterna, teman som ofta skulle återkomma i Vallejos poesi. 1920 återvände han till hemstaden där han dock blev satt i fängelse, anklagad för inblandning i politiska oroligheter. Under de månader han tillbringade i fängelset skrev han flera av dikterna till den kommande samlingen Trilce, utgiven 1922, vilken ofta ses som hans främsta verk.
1923 lämnade Vallejo Peru för Europa och skulle aldrig återvända. Han bosatte sig i Paris där han skrev för olika tidningar. Han gjorde också resor till Sovjetunionen och bodde en tid i Spanien. Där blev han alltmer politiskt engagerad och gick 1931 med i det spanska kommunistpartiet. Samma år gav han ut den socialrealistiska romanen El tungsteno. Han tog starkt intryck av det spanska inbördeskriget och samlade bland annat in pengar i Frankrike, dit han återvänt 1932, till den republikanska sidan, vilka han personligen överlämnade i Barcelona. Sina sista år tillbringade han i Paris, utfattig och sjuk i tuberkulos. Innan sin död 1938 skrev han ett flertal dikter vilka publicerades postumt i samlingarna España, aparta de mí este cáliz (Spanien, gånge denna kalk ifrån mig) och Poemas humanos (Mänskliga dikter).

## Översättningar till svenska
- Mänskliga dikter (tolkning av Marianne Sandels och Pierre Zekeli, 1974)
- Uppfylld av världen = Lleno de mundo (urval och tolkning av Peter Landelius, 1981) (svensk och spansk parallelltext)